# Moses Ashley Curtis
Moses Ashley Curtis (ur. 11 maja 1808 w Stockbridge, zm. 10 kwietnia 1872 w Hillsborough) – amerykański pastor, botanik i mykolog.

## Życiorys
Moses Ashley Curtis urodził się w Stockbridge w stanie Massachusetts. W tym stanie ukończył też Williams College, po czym został wychowawcą dzieci byłego gubernatora Edwarda Biskupa Dudleya w Wilmington w Karolinie Północnej. W 1833 roku powrócił do Massachusetts aby studiować teologię. W 1834 r. ożenił się z Mary de Rosset, w 1835 r. otrzymał święcenia kapłańskie i posadę nauczyciela w szkole episkopalnej w Raleigh. W 1841 r. został rektorem Protestanckiego Kościoła Episkopalnego w Hillsborough i kierował parafią w Society Hill w Karolinie Południowej. W 1847 r. wrócił do Protestanckiego Kościoła Episkopalnego w Hillsborough. Zmarł w tej miejscowości w 1872 r.
Miał wielorakie zainteresowania i zdolności. Był nie tylko pobożnym pastorem i nauczycielem, ale także zapalonym botanikiem i mykologiem. Grał na fortepianie, flecie i organach, rzadziej także na skrzypcach. Czasami pełnił funkcję organisty grając na organach kościelnych, prowadził także chór szkolny. Jeździł na koncerty muzyki poważnej w Filadelfii i Nowym Jorku, sam skomponował kilka hymnów. Znał język niemiecki, francuski, grecki, hebrajski i łacinę. Posługiwał się stenografią; dla własnej wygody często robił notatki stenograficznie i stosował symbole stenograficzne w listach do członków swojej rodziny. Był oddanym mężem i ojcem dziesięciorga dzieci. Często zabierał je z sobą podczas swoich podróży po kraju. Pochodził z rodziny niewolników i podczas wojny secesyjnej sympatyzował z „Południem”.

## Praca naukowa
Gdziekolwiek Curtis był, interesowały go lokalne rośliny, a później także grzyby. Jego pierwsza parafia w Lincolnton dawała mu wiele okazji do zbierania okazów, a z podróży misyjnych zawsze wracał z dużymi kolekcjami zbiorów. Zapalił swoim zainteresowaniem nawet niektórych parafian, którzy zaczęli zbierać dla niego rośliny. Jego pierwszy raport został opublikowany w Journal of the Boston Society of Natural History w 1835 r. Poprawił w nim wiele wcześniejszych błędnych informacji dotyczących flory. Podczas wypraw w góry badał związek życia roślin z otoczeniem geologicznym i klimatycznym. To Curtis po raz pierwszy zwrócił uwagę całego kraju na wyjątkową pozycję Karoliny Północnej w zakresie klimatu, gleby i produktów leśnych. Uzyskał taką reputację jako znawca roślin, że przysyłano do niego ich kolekcje w celu rozpoznania gatunków.
Opisał nowe gatunki roślin i grzybów. Przy nazwach naukowych utworzonych przez niego taksonów dodawany jest cytat M.A. Curtis.